# Erde/Daten und Zahlen

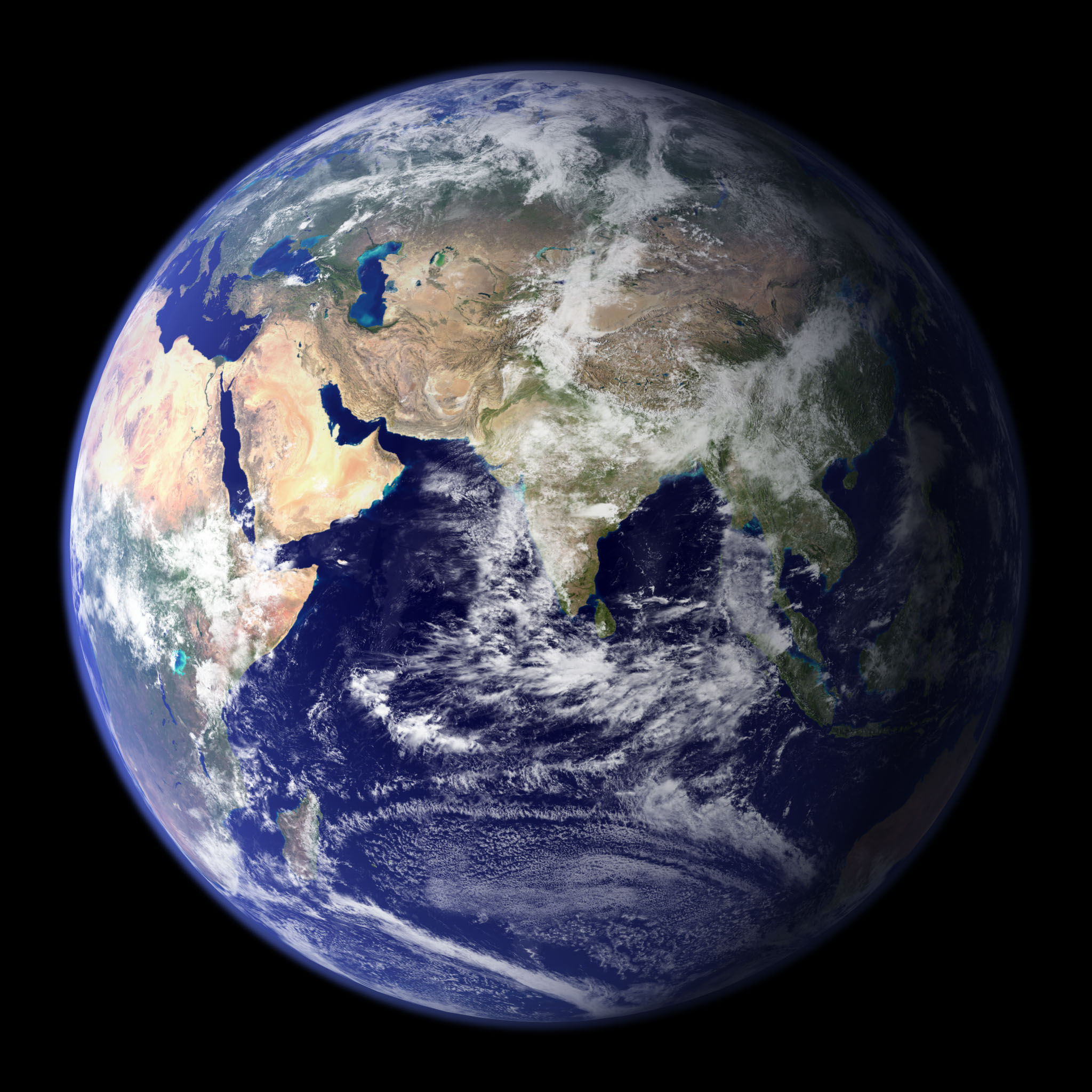
Die Erde – Östliche Hemisphäre

Die Erde in Daten und Zahlen verschafft einen Überblick über die wesentlichen Merkmale der Erde im Hinblick auf ihre planetoiden, geographischen, klimatischen und kulturellen Eigenschaften, verbunden mit einer Auflistung der geografischen Rekorde des Planeten.

## Planetoide Merkmale

### Daten zur Position im Sonnensystem

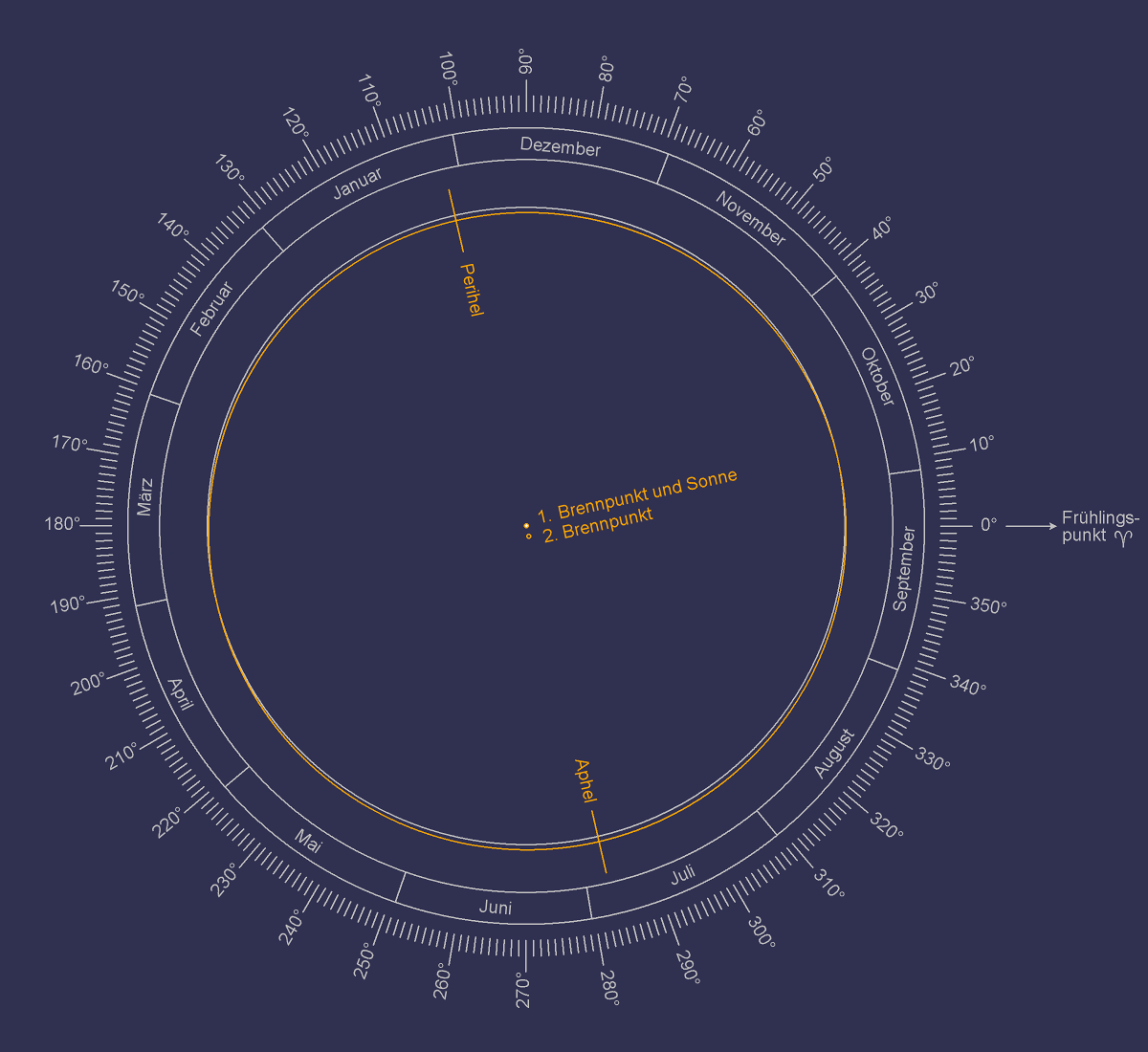
Die Erdumlaufbahn

Die Erde ist der fünftgrößte und der Sonne drittnächste Planet des Sonnensystems. Sie bewegt sich auf einer elliptischen Bahn um die Sonne, wobei der sonnenfernste Punkt der Umlaufbahn (Aphel) um den 5. Juli und der sonnennächste Punkt (Perihel) um den 3. Januar erreicht wird. Der Mittelwert des Aphel- und Perihelabstandes ist die große Halbachse der Ellipse und beträgt etwa 149,6 Mio. km. Der Sonnenumlauf ist nach 365,256 Tagen (Siderisches Jahr) vollendet.
| Daten zur Position im Sonnensystem |                                              |                                                    |
| Entfernung zur Sonne               | Mittelwert (Halbachsen der Ellipse)          | 149,60 Mio. km (1 AE)                              |
| Entfernung zur Sonne               | Größter Abstand (Aphel)                      | 152,10 Mio. km                                     |
| Entfernung zur Sonne               | Geringster Abstand (Perihel)                 | 147,09 Mio. km                                     |
| Umlaufgeschwindigkeit              | Mittelwert (mittlere Orbitalgeschwindigkeit) | 29,78 km/s                                         |
| Umlaufgeschwindigkeit im Perihel   | Maximale Orbitalgeschwindigkeit              | 30,29 km/s                                         |
| Umlaufgeschwindigkeit im Aphel     | minimale Orbitalgeschwindigkeit              | 29,29 km/s                                         |
| Dauer des Sonnenumlaufs            | Siderisches Jahr                             | 365 Tage, 6 Stunden, 9 Minuten und 9,54 Sekunden   |
| Zurückgelegte Strecke              | Siderische Periode                           | 939.800.765,952 km                                 |
| Dauer des Sonnenumlaufs            | Tropisches Jahr                              | 365 Tage, 5 Stunden, 48 Minuten und 45,26 Sekunden |
| Geschwindigkeit der Erdrotation    | am Äquator                                   | 0,463 km/s                                         |
| Dauer einer Erdrotation            | mittlerer Siderischer Tag                    | 23 Stunden, 56 Minuten und 4,09 Sekunden           |
| Dauer einer Erdrotation            | mittlerer Sonnentag                          | 24 Stunden, 0 Minuten und 0 Sekunden               |

### Grunddaten der Erde

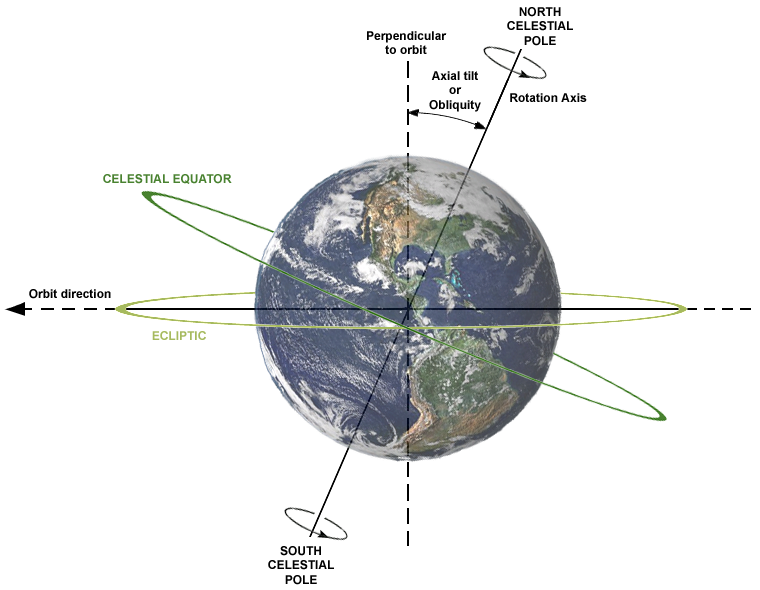
Die Neigung der Erdachse

Durch die Zentrifugalkraft der Erdrotation weist die Erde keine idealtypische Kugelform auf, sondern eine Abplattung. Bezogen auf das Referenzellipsoid des GRS 80D ist damit der Äquatorumfang in etwa 67 km länger als der Umfang über die beiden Pole. Zudem ist die Erdachse gegen die senkrechte Achse der Ekliptik geneigt, was zu klimaprägenden Jahreszeiten führt.

### Atmosphäre der Erde

Aufbau der Erdatmosphäre

Die Erdatmosphäre umfasst auf der untersten Ebene die Troposphäre (mit einer Höhe zwischen 8 km und 18 km), auf der mittleren Ebene Stratosphäre (bis zu einer Höhe von 50 km) und Mesosphäre (mit einer Höhe zwischen 80 und 90 km) und in den obersten Bereichen die Thermosphäre. Dabei haben die bodennahen Schichten bis in etwa 90 km Höhe eine recht gleichförmige Zusammensetzung und bilden die Homosphäre. Der Übergang zwischen Erdatmosphäre und Weltraum ist kontinuierlich und man kann daher keine scharfe Obergrenze ziehen.
| Atmosphäre der Erde                                             |               |
| Masse der Atmosphäre                                            | 5,15 · 1018kg |
| mittlerer Druck auf Nullniveau                                  | 1013,25 hPa   |
| mittlere Luftdichte auf Nullniveau                              | 1,217 kg/m³   |
| Volumenanteile der Luft der bodennahen Schichten (ohne Wasser): |               |
| Stickstoff                                                      | 78,1 %        |
| Sauerstoff                                                      | 20,9 %        |
| Argon                                                           | 0,9 %         |
| andere                                                          | <0,1 %        |

Daneben enthält die Atmosphäre, je nach Luftfeuchtigkeit, bis zu vier Volumenprozent Wasserdampf mit einem Mittelwert von 1,3 % in Bodennähe.

### Struktur und Zusammensetzung der Erde

Schematischer Aufbau der Erde

Das Erdinnere setzt sich aus mehreren Schalen zusammen. Die Elemente Eisen, Sauerstoff, Silicium und Magnesium machen ca. 93 % des Gewichts der Erde aus, wobei sich die chemische Zusammensetzung der einzelnen Erdschalen erheblich unterscheidet. Im Zentrum liegt der feste Erdkern mit einem Radius von etwa 1250 km, welcher hauptsächlich aus Eisen (86,3 %) und Nickel (7,3 %) besteht. Daran schließt sich der äußere Erdkern mit einer Mächtigkeit von rund 2200 km an, der aus Eisen unter Beimengung von 10–15 % Schwefel und/oder Sauerstoff besteht. Darüber wölbt sich die 2900 km mächtige Schicht des Mantels aus zähplastischem Gestein (Silikate und Oxide), die von der relativ dünnen und harten Kruste umschlossen wird. Diese besteht ebenfalls aus Silikaten und Oxiden, ist aber zusätzlich mit Elementen angereichert, die nicht im Erdmantel vorkommen.
| Massenanteilige Zusammensetzung der Erde (ohne Atmosphäre) |        |
| Eisen                                                      | 35,0 % |
| Sauerstoff                                                 | 30,0 % |
| Silicium                                                   | 15,0 % |
| Magnesium                                                  | 13,0 % |
| Nickel                                                     | 2,4 %  |
| Schwefel                                                   | 1,9 %  |
| Aluminium                                                  | 1,1 %  |
| Calcium                                                    | 1,1 %  |
| andere                                                     | <1,0 % |

| Massenanteilige Zusammensetzung der Erdkruste |         |
| Sauerstoff                                    | 46,60 % |
| Silicium                                      | 27,22 % |
| Aluminium                                     | 8,13 %  |
| Eisen                                         | 5,00 %  |
| Calcium                                       | 3,63 %  |
| Natrium                                       | 2,83 %  |
| Kalium                                        | 2,59 %  |
| Magnesium                                     | 2,09 %  |
| andere                                        | <1,0 %  |

## Geographische Merkmale

Die Oberfläche der Erde (Computeranimation)

### Struktur der Erdoberfläche
Die Erdoberfläche bildet die Grenzschicht zwischen der Erdkruste – bestehend aus der ozeanischen bzw. der kontinentalen Erdkruste – auf der einen und der Erdatmosphäre auf der anderen Seite. Auf die ozeanische Wasserfläche entfällt dabei ein Gesamtanteil von 70,7 %, während die Landfläche, die sich – größtenteils – über dem Meeresspiegel erhebt, mit 29,3 % hauptsächlich die Kontinente umfasst.
Die Erde zeigt dabei eine deutliche Teilung ihrer Oberfläche in die Landhemisphäre mit dem maximalen Landanteil und die Wasserhemisphäre, die durch Ozeane dominiert wird.
| Struktur der Erdoberfläche                                     |                        |         |
| Gesamtfläche der Erde                                          | 510.000.000 km2        | 100,0 % |
| Wasserfläche                                                   | 360.570.000 km2        | 70,7 %  |
| Landfläche                                                     | 149.430.000 km2        | 29,3 %  |
| Landfläche ohne Antarktis                                      | 135.281.639 km2 (2011) | 100,0 % |
| Landwirtschaftlich genutzte Fläche                             | 49.116.226 km2 (2011)  | 36,31 % |
| Waldfläche                                                     | 40.274.680 km2 (2011)  | 29,77 % |
| sonstige Flächen (Wüsten, Brachland, Gebirge, bebaute Flächen) | 41.313.584 km2 (2011)  | 30,54 % |
| Binnengewässer (Seen, Flüsse)                                  | 4.577.149 km2 (2011)   | 3,38 %  |

### Übersicht
| Größte Halbinsel            | Arabische Halbinsel                            | 3 Mio. km²                                  |
| Größte Insel in einem See   | Manitoulin im Huronsee (zu Kanada)             | 2.777 km²                                   |
| Größte Insel in einem Fluss | Ilha do Bananal im Rio Araguaia (zu Brasilien) | 19.162 km²                                  |
| Längste Gebirgskette        | Mittelozeanischer Rücken                       | 7000–8000 km lang 1500 km breit 6000 m hoch |

### Gewässer der Erde
Die Gewässer umfassen zum einen die Meere, die in fünf Ozeane einschließlich der Nebenmeere unterteilt werden und zum anderen die Binnengewässer, zu denen alle fließenden und stehenden Wasser innerhalb der Festlandsgrenzen rechnen.

#### Ozeane
| Rang | Lage | Name                  | Fläche in km² 1)   | Fläche in km² 2)   |
| 1    |      | Pazifischer Ozean 1)  | 166.240.000        | 181.340.000        |
| 2    |      | Atlantischer Ozean 1) | 84.110.000         | 89.758.000         |
| 3    |      | Indischer Ozean 1)    | 73.430.000         |                    |
| 4    |      | Antarktischer Ozean   |                    | 20.327.000         |
| 5    |      | Arktischer Ozean      | 12.260.000         | 14.090.000         |
|      |      |                       | 1) ohne Nebenmeere | 2) mit Nebenmeeren |

#### Die tiefsten Meeressenken
Die durchschnittliche Meerestiefe beträgt 3.800 m. Das ist etwa das Fünffache der bei 800 m liegenden mittleren Höhe der Kontinente (s. hypsografische Kurve). Die tiefste Stelle des Meeresbodens liegt im Marianengraben etwa 11.000 m unter dem Meeresspiegel.
| Rang | Name                           | Region  | Tiefe in m                      |
| 1    | Witjastief 1, Marianengraben   | Pazifik | 11.034 (11.022 Drahtlotung)1    |
| 2    | Challengertief, Marianengraben | Pazifik | 10.984 ±25 (10.863 Drahtlotung) |

1 umstrittene Messungen von 1957

#### Nebenmeere
Nebenmeer ist ein Oberbegriff für Binnen-, Mittel- und Randmeere.
| Rang | Lage            | Name                          | Fläche in km² |
| 6    |                 | Australasiatisches Mittelmeer | 9.080.000     |
| 7    |                 | Amerikanisches Mittelmeer     | 4.354.000     |
| 8    |                 | Europäisches Mittelmeer       | 2.500.000     |
| 9    |                 | Beringmeer                    | 2.160.000     |
| 10   |                 | Ochotskisches Meer            | 1.390.000     |
| 11   |                 | Hudson Bay                    | 1.230.000     |
| 12   |                 | Ostchinesisches Meer          | 1.200.000     |
| 13   |                 | Japanisches Meer              | 1.010.000     |
| 14   |                 | Nordsee                       | 580.000       |
| 15   |                 | Rotes Meer                    | 450.000       |
| 16   |                 | Schwarzes Meer                | 424.000       |
| 17   |                 | Ostsee                        | 390.000       |
| 18   |                 |                               |               |
|      | Persischer Golf | 240.000                       |               |
|      |                 | Sankt-Lorenz-Golf             | 240.000       |
| 19   |                 | Golf von Kalifornien          | 160.000       |
| 20   |                 | Irische See                   | 100.000       |
|      | Sonstige        | Sonstige                      | 290.000       |

#### Flächengrößte natürliche Seen
| Rang | Name            | Region                                              | Fläche in km² |
| 1    | Kaspisches Meer | Aserbaidschan-Russland-Kasachstan-Turkmenistan-Iran | 386.400       |
| 2    | Oberer See      | USA/Kanada                                          | 82.414        |
| 3    | Viktoriasee     | Kenia-Tansania-Uganda                               | 68.894        |

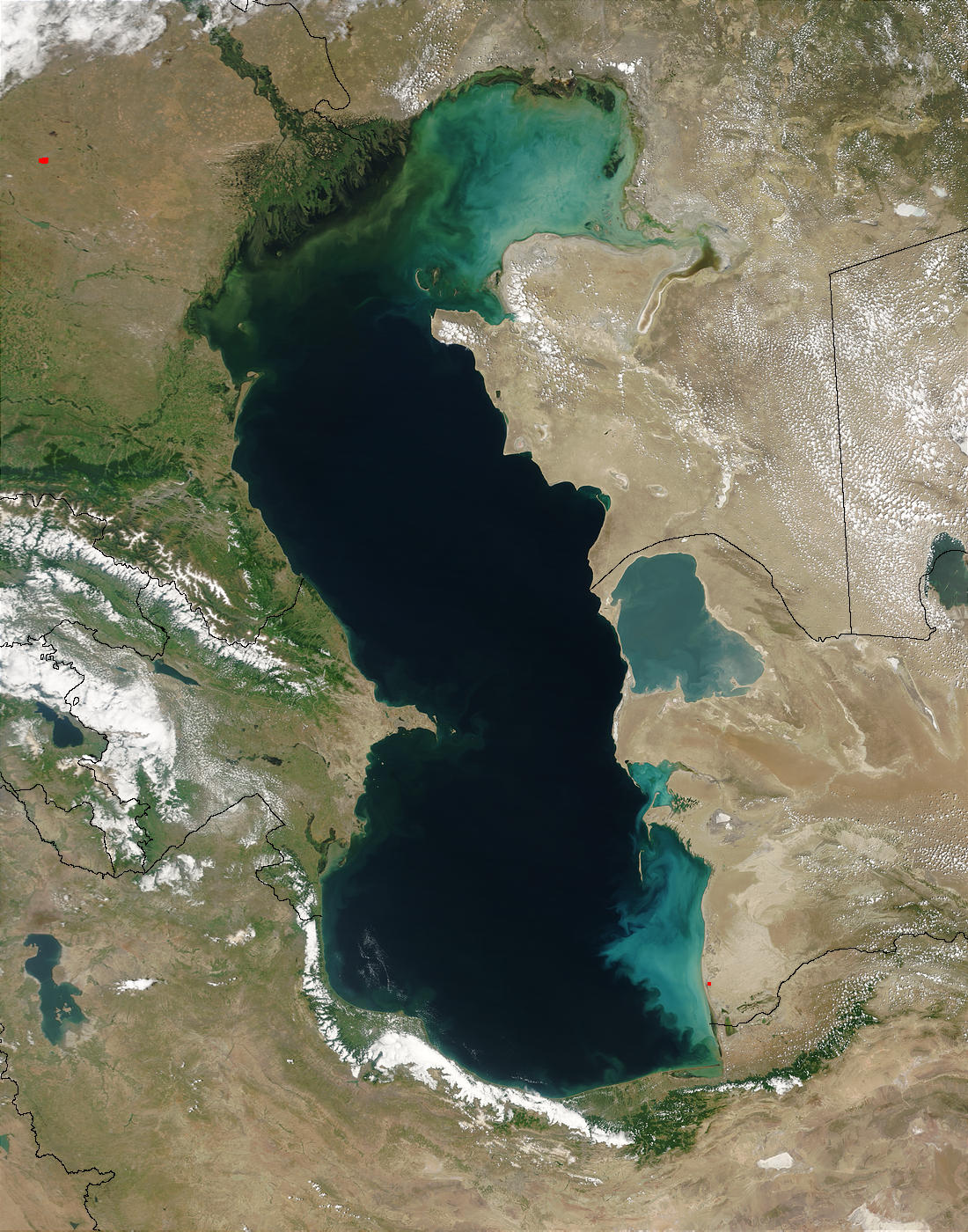
Kaspisches Meer

Für Stauseen siehe: Liste der größten Stauseen der Erde

#### Die tiefsten Seen
| Rang | Name            | Region                                              | Tiefe in m |
| 1    | Baikalsee       | Russland                                            | 1642       |
| 2    | Tanganjikasee   | Tansania-DR Kongo-Sambia-Burundi                    | 1470       |
| 3    | Kaspisches Meer | Aserbaidschan-Russland-Kasachstan-Turkmenistan-Iran | 1025       |

#### Die längsten Flüsse
| Rang | Fluss        | Kontinent  | Länge in km |
| 1    | Amazonas     | Südamerika | 6992        |
| 2    | Nil          | Afrika     | 6852        |
| 3    | Jangtsekiang | Asien      | 6380        |

#### Die höchsten Wasserfälle
| Rang | Wasserfall   | Region/Land | Höhe  |
| 1    | Salto Ángel  | Venezuela   | 979 m |
| 2    | Tugela Falls | Südafrika   | 948 m |
| 3    | Yumbilla     | Peru        | 870 m |

### Landmassen der Erde

#### Kontinente
Die Oberfläche der Erde misst 510 Mio. km². Der Anteil der Landfläche beträgt etwa 148,9 Mio. km² (29 %). Das Land verteilt sich auf Kontinente und Inseln.
Je nach Zählweise werden bis zu sieben Kontinente unterschieden:
Asien, Afrika, Nordamerika, Südamerika, Antarktika, Australien/Ozeanien und Europa (Europa ist als große westliche Halbinsel Asiens im Rahmen der Plattentektonik allerdings wahrscheinlich nie eine selbstständige Einheit gewesen).
Die kategorische Grenzziehung zwischen Australien als kleinstem Erdteil und Grönland als größter Insel wurde nur rein konventionell festgelegt.
| Rang | Lage | Kontinent                   | Fläche        |
| 1    |      | Eurasien (ohne Polarinseln) | 54,5 Mio. km² |
| 2    |      | Amerika (ohne Polargebiete) | 38,3 Mio. km² |
| 3    |      | Afrika                      | 29,3 Mio. km² |
| 4    |      | Antarktis                   | 13,2 Mio. km² |
| 5    |      | Ozeanien                    | 7,7 Mio. km²  |

#### Inseln der Erde
| Rang | Lage | Insel     | Fläche in km² |
| 1    |      | Grönland  | 2.130.800     |
| 2    |      | Neuguinea | 785.753       |
| 3    |      | Borneo    | 743.330       |

- Die einwohnerreichste Insel ist Java (Indonesien) mit 131,193 Mio. Einwohnern.
- Die Insel mit der höchsten Bevölkerungsdichte ist Santa Cruz del Islote (Kolumbien) mit ca. 100.000 Menschen/km².
- Die größte Flussinsel, die vollständig in einem Fluss liegt, ist die Ilha do Bananal, 19.162 km².
- Die größte Binnenseeinsel ist die Manitoulin in Kanada, 2.766 km²
- Das größte Atoll ist Kwajalein, ca. 303 km Umfang, 1.683 km² Lagunenfläche, 16 km² Landfläche
- Die größte Koralleninsel ist Kiritimati, 624 km² Landfläche
- Als südlichste Insel gilt Deverall Island nahe der Shackleton-Küste in Antarktika
- Als nördlichste Insel gilt Kaffeklubben Ø vor der Nordküste Grönlands

#### Die tiefsten Landsenken

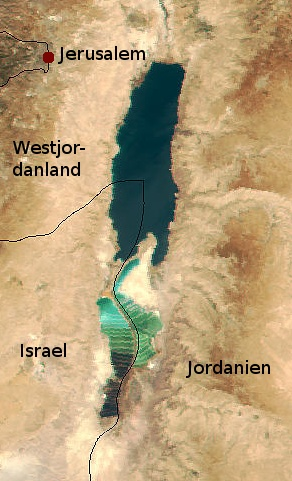
Totes Meer

| Rang | Name                    | Region                            | Tiefe in m unter dem Meeresspiegel |
| 1    | Denman-Canyon           | Antarktika                        | 3500                               |
| 2    | Ufer des Toten Meeres   | Israel, Westjordanland, Jordanien | 420                                |
| 3    | Ufer des See Genezareth | Israel, Syrien                    | 212                                |

#### Die höchsten Erhebungen (Berge) über dem Meeresspiegel
| Rang | Berg           | Gebirge/Land           | Höhe in m |
| 1    | Mount Everest  | Himalaya/China, Nepal  | 8848      |
| 2    | K2             | Karakorum/Pakistan     | 8611      |
| 3    | Kangchendzönga | Himalaya/Indien, Nepal | 8586      |

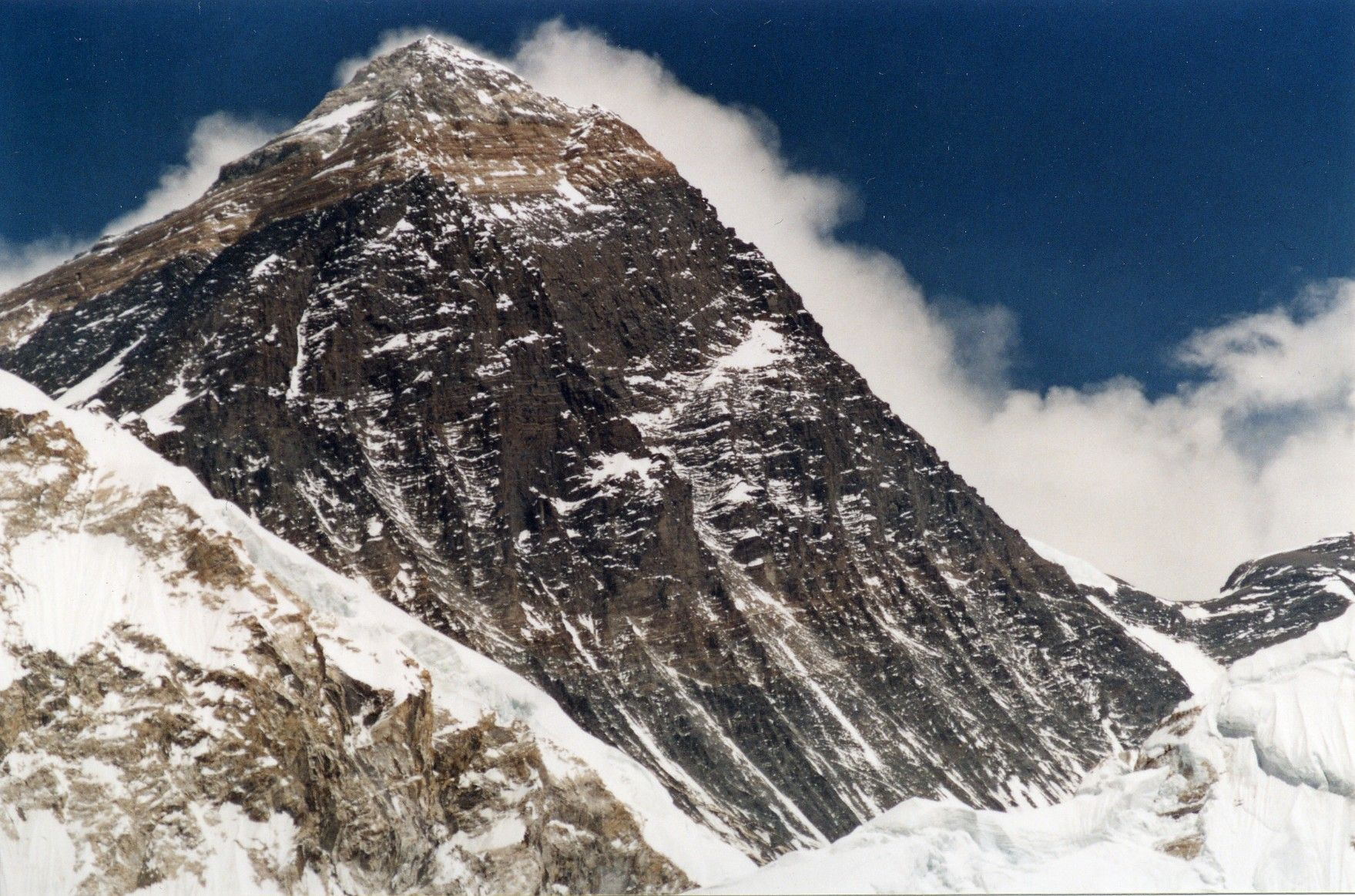
Mount Everest

Die höchste Erhebung auf der Äquatorlinie liegt in der Südflanke des Cayambe in Ecuador.

#### Die höchsten Vulkane
| Rang | Name1)                 | Gebirge/Staat            | Höhe in m über dem Meeresspiegel |
| 1    | Nevado Ojos del Salado | Anden/Argentinien, Chile | 6893                             |
| 2    | Tupungato              | Anden/Chile              | 6550                             |
| 3    | Guallatiri             | Anden/Chile              | 6071                             |

#### Die größten Wüsten
| Rang | Wüste (Region)         | Fläche in km² |
| 1    | Antarktis (Antarktika) | 13.200.000    |
| 2    | Sahara (Nordafrika)    | 8.700.000     |
| 3    | Grönland               | 2.160.000     |

## Klimatische Merkmale

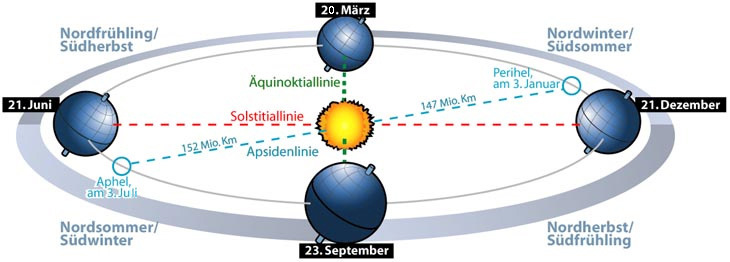
Die Jahreszeiten

### Überblick

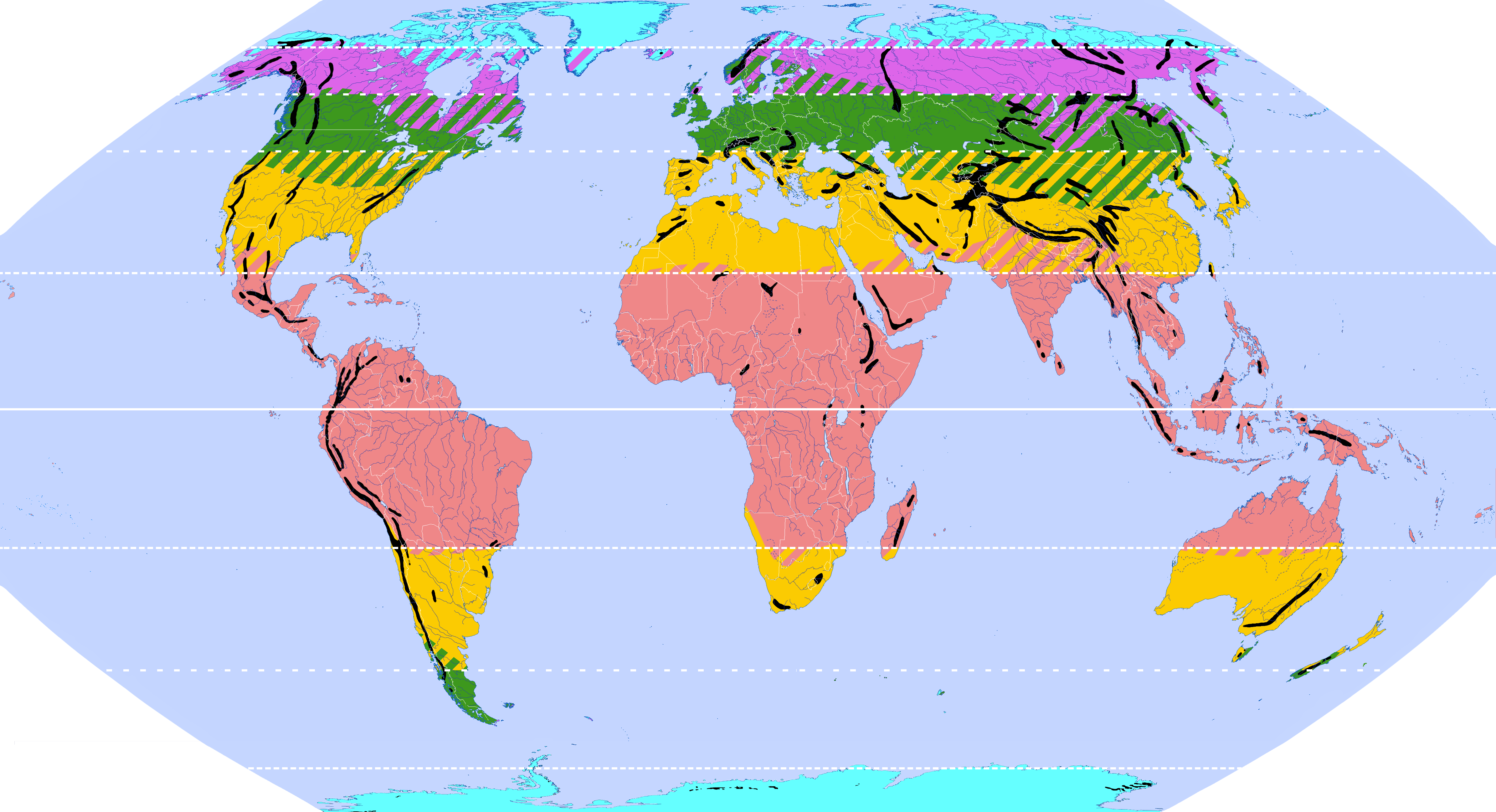
Klimagürtel der Erde

Die auf der Erde gemessenen Temperaturextrema betragen −89,2 °C (gemessen am 21. Juli 1983 in der Wostok-Station in der Antarktis auf 3420 Metern Höhe) und +56,7 °C (gemessen am 10. Juli 1913 im Death Valley auf 54 m unter dem Meeresspiegel).
Die mittlere Temperatur in Bodennähe beträgt 15 °C.
Die Schallgeschwindigkeit bei dieser Temperatur beträgt in der Luft auf Meeresniveau etwa 340 m/s.
| Höchste Lufttemperatur     | Death Valley        | +56,7 °C (am 10. Juli 1913)        |
| Niedrigste Lufttemperatur  | Wostok, Antarktis   | −89,2 °C (am 21. Juli 1983)        |
| Niederschlagsreichster Ort | Cherrapunji, Indien | 26.470 mm innerhalb von 12 Monaten |
| Niederschlagsärmster Ort   | Arica, Chile        | Durchschnittlich 0,8 mm pro Jahr   |

## Kulturelle Merkmale

### Überblick
| Einwohnerärmstes Land                      | Vatikanstadt | 829 Einwohner (März 2011)  |
| Flächenkleinstes Land                      | Vatikanstadt | 0,44 km²                   |
| Land mit der geringsten Bevölkerungsdichte | Grönland     | 0,026 Einwohner/km² (2013) |
| Längste Grenze zwischen zwei Ländern       | USA/Kanada   | 8890 km                    |
| Längste Küste eines Landes                 | Kanada       | ca. 200.000 km             |

### Länder
Siehe dazu die vollständige Liste der Staaten der Erde

#### Die flächengrößten Länder
| Rang | Lage | Land               | Fläche in km² |
| 1    |      | Russland           | 17.098.242    |
| 2    |      | Kanada             | 9.984.670     |
| 3    |      | Vereinigte Staaten | 9.826.675     |

#### Die einwohnerreichsten Länder
| Rang | Land                | Einwohner in Mio. |
| 1    | Volksrepublik China | 1380              |
| 2    | Indien              | 1314              |
| 3    | Vereinigte Staaten  | 326               |

#### Länder mit der größten Bevölkerungsdichte
| Rang | Land         | Einwohner/km² |
| 1    | Monaco       | 15.250        |
| 2    | Singapur     | 6.744         |
| 3    | Vatikanstadt | 1.884         |

(z. Vgl. Deutschland 230 Einwohner/km²)

### Metropolregionen mit den meisten Einwohnern
| Rang | Name                        | Einwohner in Mio. (Stand 2020) |
| 1    | Metropolregion Tokio, Japan | 38                             |
| 2    | Jakarta, Indonesien         | 35                             |
| 3    | Delhi, Indien               | 30                             |

### Die höchstgelegenen Städte
| Rang | Stadt        | Land (Region) | Höhe in m |
| 1    | La Rinconada | Peru          | 5099      |
| 2    | Wenzhuan     | China (Tibet) | 5019      |
| 3    | El Aguilar   | Argentinien   | 4895      |

### Die meistgesprochenen Sprachen
| Rang | Sprache        | Verbreitungsgebiet (Auswahl) | Sprecher in Millionen | davon als Muttersprache |
| 1    | Englisch       | Vereinigtes Königreich, Irland, Vereinigte Staaten, Australien, Neuseeland, Ghana, Südafrika, Kanada, Jamaika, Kenia, Kamerun, Gambia, Belize | 1500                  | 375                     |
| 2    | Hochchinesisch | Nord-, Ost- und Zentralchina | 1100                  | 982                     |
| 3    | Hindi          | Indien | 650                   | 460                     |

### Die Verbreitung der Religionen
| Rang | Verteilung | Religion    | Hauptverbreitungsgebiete                                 | Anhänger (in Mio.) |
| 1    |            | Christentum | Europa, Ozeanien, Teile von Afrika, Nord- und Südamerika | 2200               |
| 2    |            | Islam       | Europa, Vorder- und Zentralasien, Nordafrika, Indonesien | 1387               |
| 3    |            | Hinduismus  | Indien, Indonesien, Nepal                                | 1050               |

## Sonstiges
| Höchster natürlicher Kaltwassergeysir          | Geysir Andernach bei Andernach, Deutschland    | 60 m                                                    |
|                                                | Titicacasee, Peru, Bolivien                    | 3812 m                                                  |
|                                                | Werjowkina, Georgien                           | 2212 m                                                  |
|                                                | Euripos-Kanal, Euböa, Griechenland             | 40 m                                                    |
|                                                | Dihangschluchten, Tibet (Volksrepublik China)  | ca. 500 km lang, ca. 21 km breit (?), max. 6000 m tief. |
|                                                | Mammoth Cave, Vereinigte Staaten von Amerika   | 590 km Ganglänge                                        |
|                                                | Sarawak-Kammer, Malaysia                       | 600 m × 400 m × 100 m (L/B/H)                           |
|                                                | Mount Augustus, Australien                     | 92 km²                                                  |
|                                                | Great Barrier Reef, Australien                 | ca. 2000 km lang, 260.000 km²                           |
|                                                | Saya de Malha Bank, westlicher Indischer Ozean | ca. 35.000 km²                                          |
| Größtes Atoll (nach Fläche/Umfang/Durchmesser) | Great Chagos Bank, Tschagos-Inseln             | 12.642 km²                                              |
| Größter Tidenhub                               | Bay of Fundy, Kanada                           | über 16 m                                               |
| Größte Eishöhle                                | Eisriesenwelt in Werfen, Österreich            | ca. 42 km Ganglänge                                     |